# Natsu no Tomodachi
Singles de CoCo
Hanbun Fushigi
(1990) Sasayaka na Yūwaku
(1990)
 Natsu no Tomodachi  (夏の友達) est le 3e single du groupe CoCo, sorti en 1990. Il est parfois présenté comme un single "double face A", sous le double-titre  Natsu no Tomodachi / Omoide ga Ippai  (夏の友達 / 思い出がいっぱい).

## Présentation
Le single sort le 17 mai 1990 au Japon sous le label Pony Canyon, aux formats mini-CD single de 8 cm et K7. Il atteint la 3e place du classement de l'Oricon et reste classé pendant sept semaines. Il restera le quatrième single le plus vendu du groupe.
La version CD du single contient une deuxième chanson, Omoide ga Ippai, et la version K7 contient ces deux chansons en "face A" plus ses versions instrumentales en "face B". La chanson-titre a été utilisée comme générique de fin de l'émission télévisée Tsurutaro no Gag Harassment. La deuxième chanson a quant à elle été utilisée comme troisième générique d'ouverture de la série anime Ranma ½, à laquelle le précédent titre de CoCo Equal Romance avait déjà servi de générique ; elle sera reprise en 1991 par DoCo pour ressortir en single, en "face A". 
Les deux chansons ne figureront pas sur les albums originaux suivants qui sortiront dans l'année, Snow Garden et Straight. Elles figureront finalement sur la première compilation du groupe, CoCo Ichiban!, qui sortira l'année suivante ; elles seront également présentes sur les compilations des années 2000 My Kore! Kushon CoCo Best, CoCo Uta no Daihyakka Sono 1, et My Kore! Lite Series CoCo.
La première chanson figurera aussi sur les compilations Singles et Straight + Single Collection.

## Liste des titres
| 1. | Natsu no Tomodachi (夏の友達)      | Yukari Izumi / Mioko Yamaguchi / Seiji Kameda | 3:32 |
| 2. | Omoide ga Ippai (思い出がいっぱい) | Neko Oikawa / Masayuki Iwata / Seiji Kameda   | 3:53 |

K7
- Side A :  Natsu no Tomodachi  (夏の友達?),  Omoide ga Ippai  (思い出がいっぱい?)
- Side B :  Natsu no Tomodachi, Omoide ga Ippai (Original Karaoke) (夏の友達、思い出がいっぱい) (オリジナル・カラオケ?)